# پلاکلی
پلاکلی (به انگلیسی: Pluckley) یک روستا و محله مدنی در بریتانیا است که در Ashford واقع شده‌است. پلاکلی ۱۲٫۶۳ کیلومتر مربع مساحت و ۱٬۰۶۹ نفر جمعیت دارد.